# Scopula furfurata
Scopula furfurata là một loài bướm đêm trong họ Geometridae.